# ویلیام رز

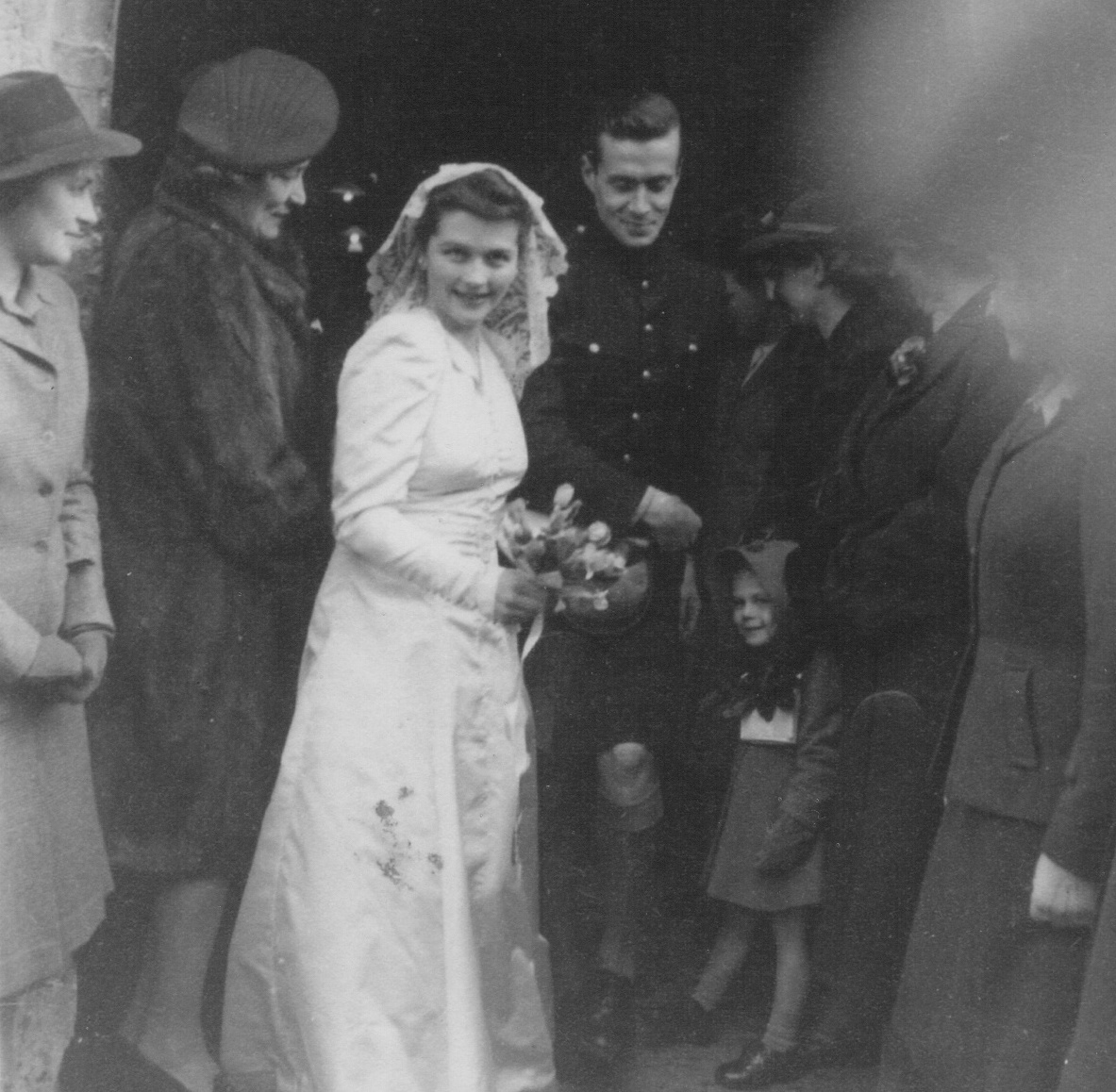
ویلیام رز فیلمنامه‌نویس آمریکایی

ویلیام رز (انگلیسی: William Rose؛ زاده ۱۲ دسامبر ۱۹۱۴ درگذشته ۱۰ فوریه ۱۹۸۷) یک فیلم‌نامه‌نویس اهل ایالات متحده آمریکا بود.

## مرگ
او در سال ۱۹۸۷ در جرزی درگذشت.

## فیلمشناسی
- ژنویو (فیلم) (۱۹۵۳)
- قاتلین پیرزن (۱۹۵۵)
- دنیای دیوانه، دیوانه، دیوانه، دیوانه (۱۹۶۳; همراه با Tania Rose)
- روس‌ها می‌آیند، روس‌ها می‌آیند (۱۹۶۶)
- حدس بزن چه کسی برای شام می‌آید (۱۹۶۷)
- راز سانتا ویتوریا (۱۹۶۹)